# そして…猫を飼う
『そして…猫を飼う』（そして…ねこをかう）は、谷口ジローによる日本の漫画作品である。

## 概説
1991年6月に発表した『犬を飼う』の続編で、『犬を飼う』と同じく実体験を基に創作された。愛犬の死後、行き場のない猫たちを引き取ったあとの生活が描かれている。『犬を飼う』に、本作と本作の続編となる『庭のながめ』及び『三人の日々』の猫三部作とを合わせ『犬を飼う』シリーズと呼ばれ、いずれも動物と人間の心のつながりやふれあいを主題としている。生前に「決定版」の編集者がシリーズの新作を打診したところ、前日譚なら描けるかもしれないと前向きだったという。

## 初出
本作は、ビッグコミック第24巻第27号（1991年12月25日（24）号）で発表された。

## 単行本
単行本『犬を飼う』に、他の『犬を飼う』シリーズ3作と共に所収されている。
日本語
単行本『犬を飼う』は四たび刊行されている。先ずは、『犬を飼う』シリーズ4作品に、同じく動物が登場する『約束の地』を収録し1992年に刊行、同じ内容で2002年に文庫本化された。2009年には谷口ジロー選集の一書として前述の5作品に矢張り動物が登場する『百年の系譜』など7作品の合冊が、2018年には『犬を飼う』シリーズ及び『百年の系譜』の5作品を、新たに製版し多色の頁も忠実に再現するなどの施しをした「決定版」が刊行された。
- 『犬を飼う』小学館〈ビッグコミックススペシャル〉、1992年10月24日。ISBN 4-09-183711-5。 NCID BN14509646。OCLC 674879511。全国書誌番号:93008187。[7]
- 『犬を飼う』小学館〈小学館文庫〉、2002年1月1日。ISBN 4-09-415001-3。 NCID BB25214956。OCLC 676142600。全国書誌番号:20228730。[8][10]
- 『谷口ジロー選集 犬を飼うと12の短編』小学館〈ビッグコミックススペシャル〉、2009年10月5日。ISBN 978-4-09-182683-1。 NCID BB06307120。OCLC 675518929。全国書誌番号:21666680。[9][11]
- 『犬を飼う そして…猫を飼う』小学館、2018年7月4日。ISBN 978-4-09-179256-3。 NCID BB26998501。OCLC 1050214596。全国書誌番号:23076634。[注 2][12][13]

中国語
- 『親親狗寶貝』時報文化出版企業、1999年1月。ISBN 9571329940。OCLC 816165776。
- 『先養狗，然後……養了貓。』大塊文化出版、2021年7月1日。ISBN 9789865549992。OCLC 1341191390。[14]

イタリア語
- Allevare un cane e altri racconti. Planet Manga. Panini. (2003-12). ISBN 888343207X. OCLC 799354923[15]
- Allevare un cane e altri racconti. Jiro Taniguchi collection. Panini. (2011-04-01). ISBN 9788883432071. OCLC 799354923[16]
- Allevare un cane e altri racconti. Taniguchi Deluxe Collection. Panini. (2019-01-25). ISBN 9788891286833. OCLC 1153180278[17]

スペイン語
- Tierra de sueños. Ponent Mon. (2004). ISBN 84-96427-11-0. OCLC 433240191[18]
- Mascotas Un paseo en compañía. Ponent Mon. (2020-10-21). ISBN 9788417318918. OCLC 1335663085[19]

フランス語
- Terre de rêves. Casterman. (2005-03-24). ISBN 2-203-39619-9. NCID BA81817633. OCLC 469960909[20]

朝鮮語
- 『개를 기르다』청년사、2005年9月26日。ISBN 8972785318。OCLC 1077671456。
- 『개를 기르다 그리고... 고양이를 기르다』문학동네、2022年12月7日。ISBN 978-89-546-8551-1。[21]

ドイツ語
- Träume von Glück. Carlsen. (2008-09). ISBN 978-3-551-77659-4. OCLC 434506012[22]

## 脚註

### 註釈
1. ↑  小学館に所属する『犬を飼う そして…猫を飼う』編集者の今本統人[1]。
2. ↑  書名を変えたのは、猫三部作が認知されてこなかったからだという[1]。